# Sture Ljungdahl
Sture Emmanuel Ljungdahl, född 24 februari 1872 i Nybro, Madesjö socken, död 27 september 1966, var en svensk företagsledare.
Sture Ljungdahl var son till bokbindarmästaren och bokhandlaren Anders Gustaf Ljungdahl. Han genomgick praktik som bokhandlare i Berlin och Visby och övertog 1895 sedan fadern blev sjuklig hans bokhandel och bokbinderi, som även drev viss tryckeriverksamhet. Efter faderns död 1897 utökade han verksamheten med ett riktigt tryckeri och startade några år därefter grosshandel med papper. I samarbete med grosshandlaren Levi Feinbaum från Oskarshamn grundade han 1915 AB Sture Ljungdahl & Co. för tillverkning av kuvert där Ljungdahl blev VD. Efter nedgång i början av 1920-talet räddades företaget av förbudsomröstningen 1922 då Sture Ljungdahl & Co fick ordern på att leverera valkuvert till omröstningen. 1931 skildes bokhandeln från kuvertfabriken som ett dotterbolag till AB Sture Ljungdahl & Co. men såldes 1937 till utomstående ägare. 1937 startades i stället AB Nybro Wellkartong där sonen Folke Ljungdahl blev VD och Sture Ljungdahl styrelseordförande. Företaget såldes 1947 till Munksjö. Sture Ljungdahl kvarstod som VD för AB Sture Ljungdahl & Co. till 1953 då han lämnade posten till sin son Anders Ljungdahl, men förblev styrelseordförande fram till sin död. Ljungdahl var även med om att starta kalksandstensfabriken i Börseryd och torvströfabriken i Alsjö.
Sture Ljungdahl var ledamot av Nybro kommunalnämnd 1904–1932 varav 1910–1919 som ordförande. Sedan Nybro blivit stad var han 1932–1942 ledamot av stadsfullmäktige. Han var även engagerad i Nybro missionsförsamling, först som söndagsskollärare och senare som predikant.